# Lucky Strike
Lucky Strike és una reconeguda marca de cigarrets propietat de la British American Tobacco. Introduïda el 1871, està representada per un logotip molt conegut, el bull's eye. La marca ofereix al consumidor tres classes de cigarrets: red, silver i classic (sense filtre).

## Història
El 1871, R.A. Patterson Richmond, Virgínia, va introduir per primera vegada aquesta marca, com una barreja de tabac per fumar. El 1916, l'American Tobacco Company introdueix el cigarret en un paquet verd fosc.
El 1978 Brown & Williamson va comprar-ne els drets d'exportació. El 1994, la mateixa companyia va comprar els drets per als Estats Units. El 1996, els cigarrets amb filtre són llançats oficialment a San Francisco, Califòrnia però fins al 1999 no es van trobar disponibles a la resta del país.